# Kohila
Kohila (em estoniano:  Kohila vald) é um município rural estoniano localizado na região de Raplamaa.

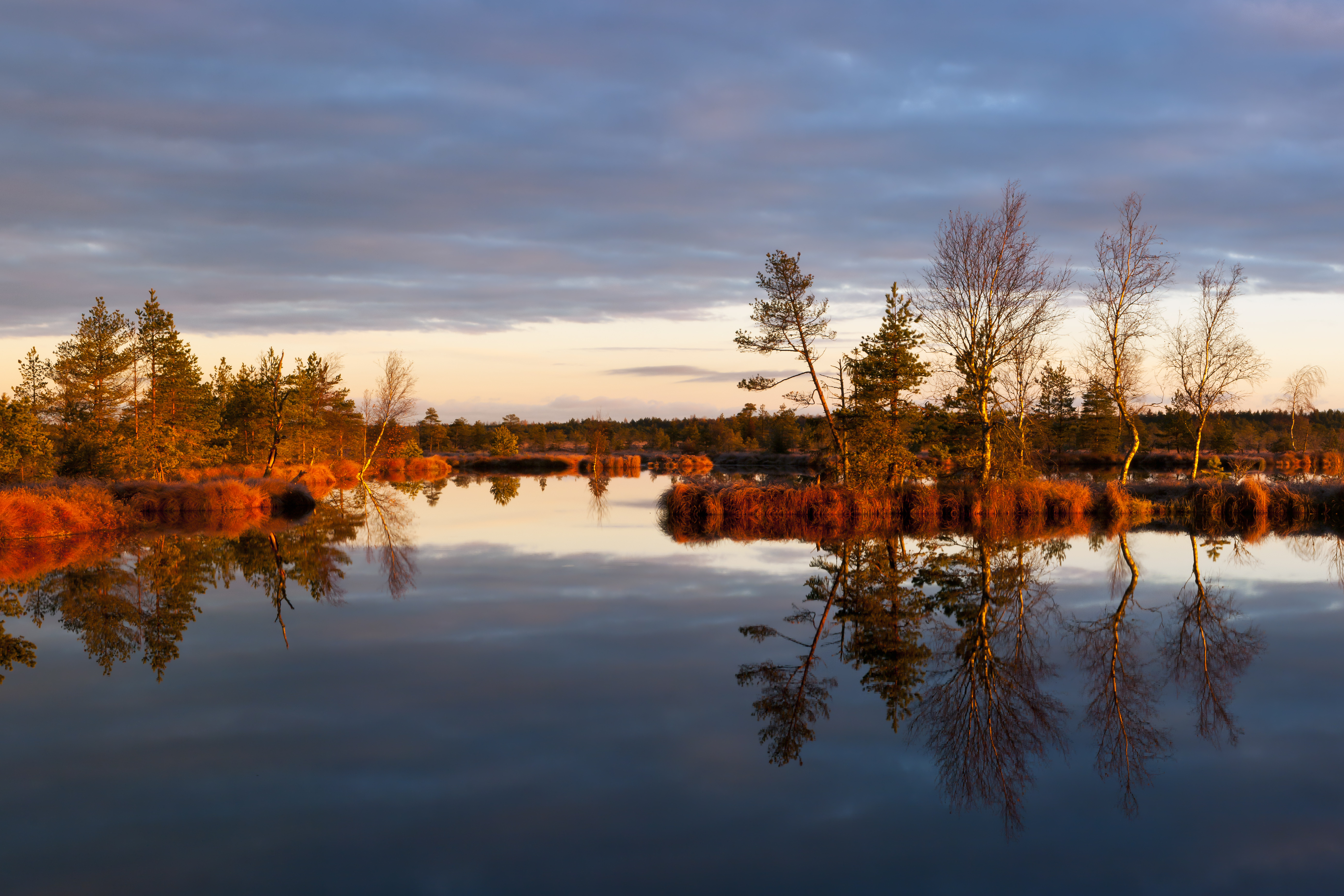
Rabivere
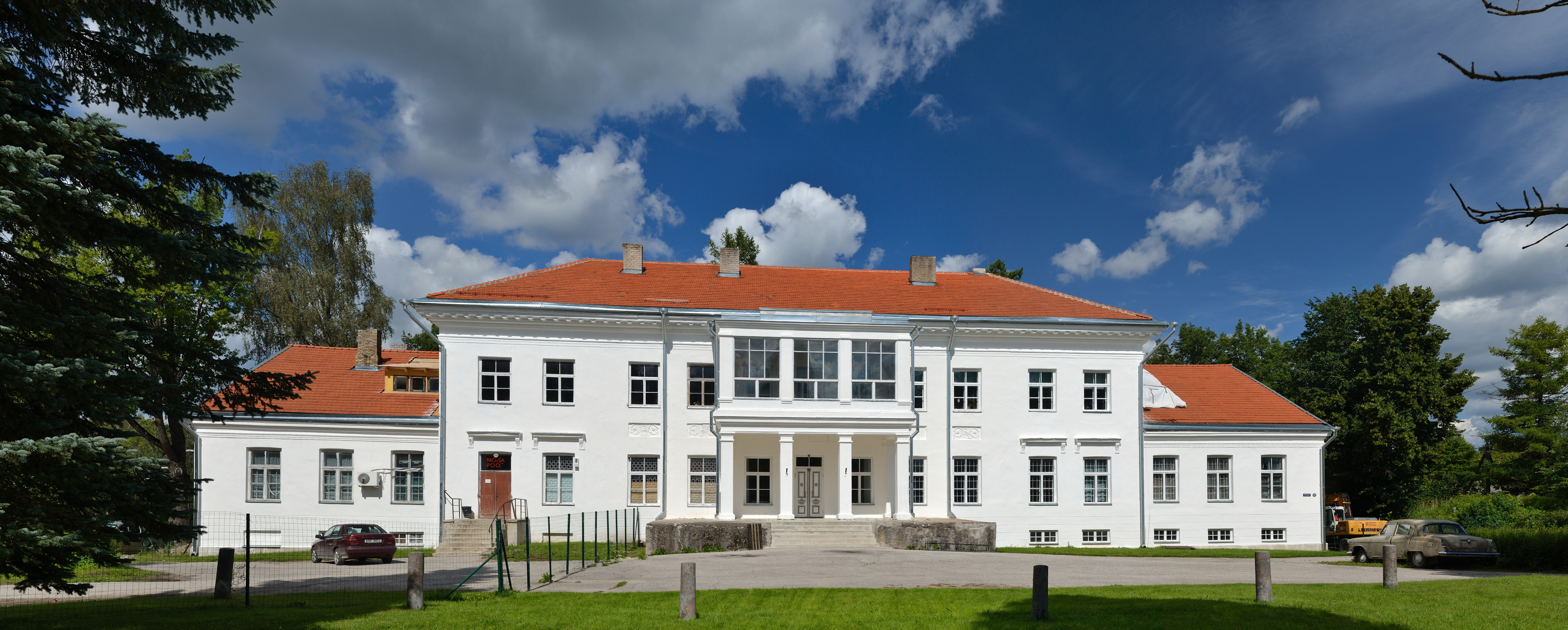
Kohila
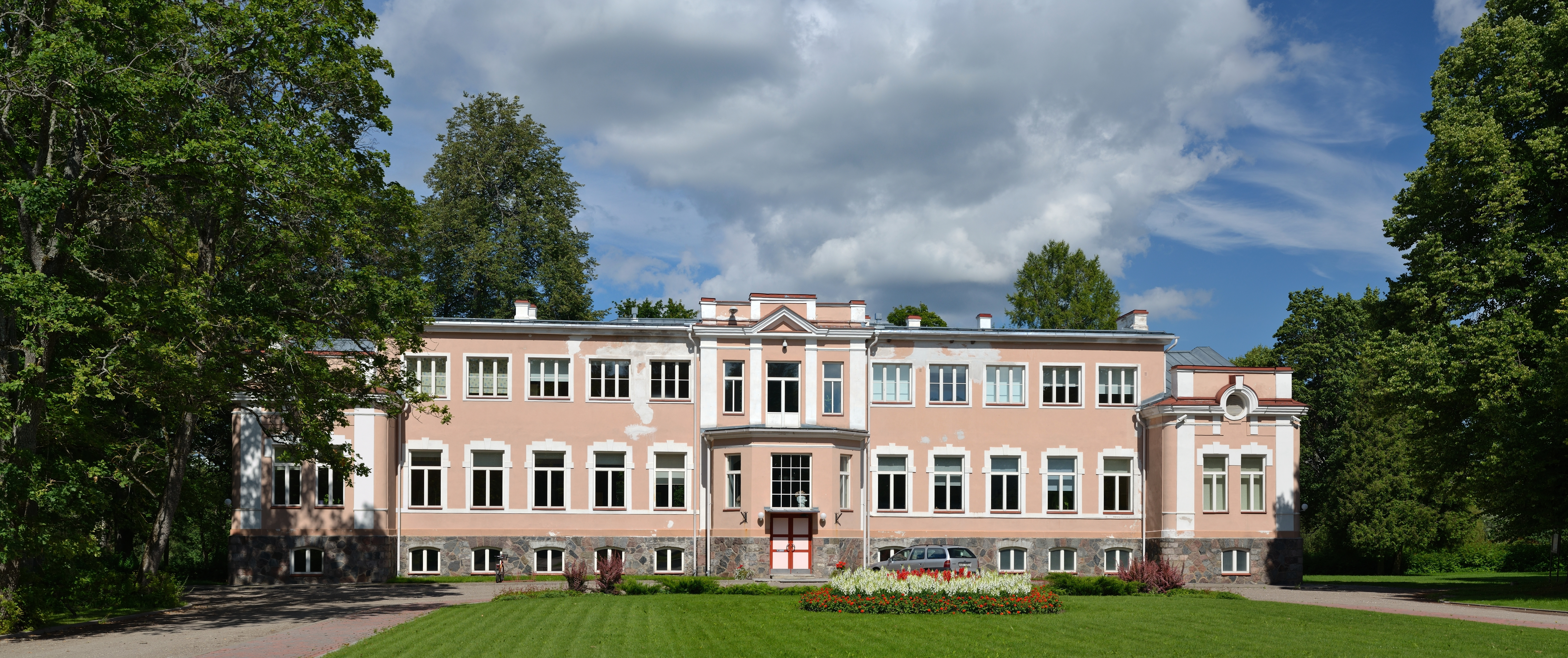
Tohisoo
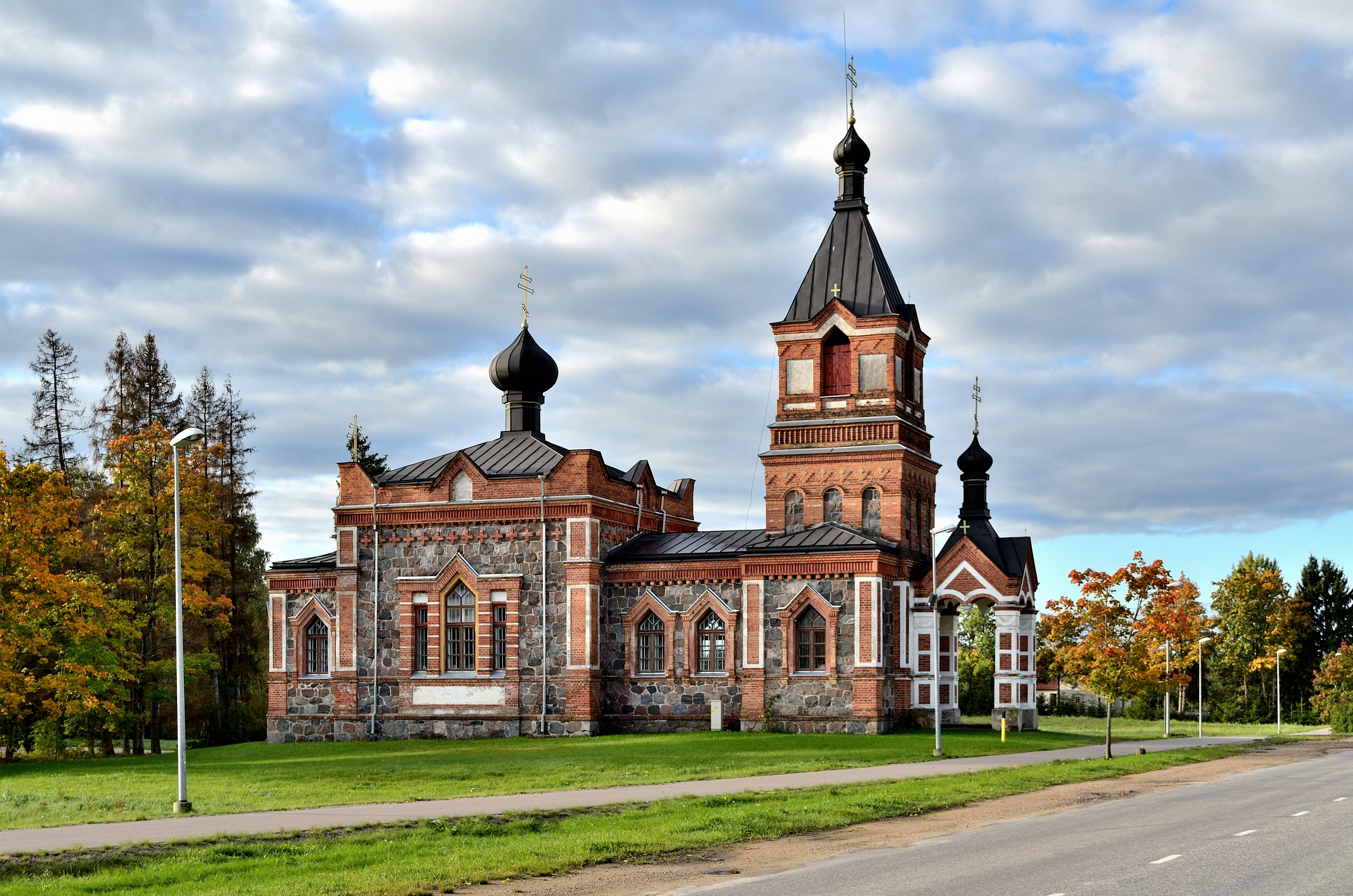
Kohila
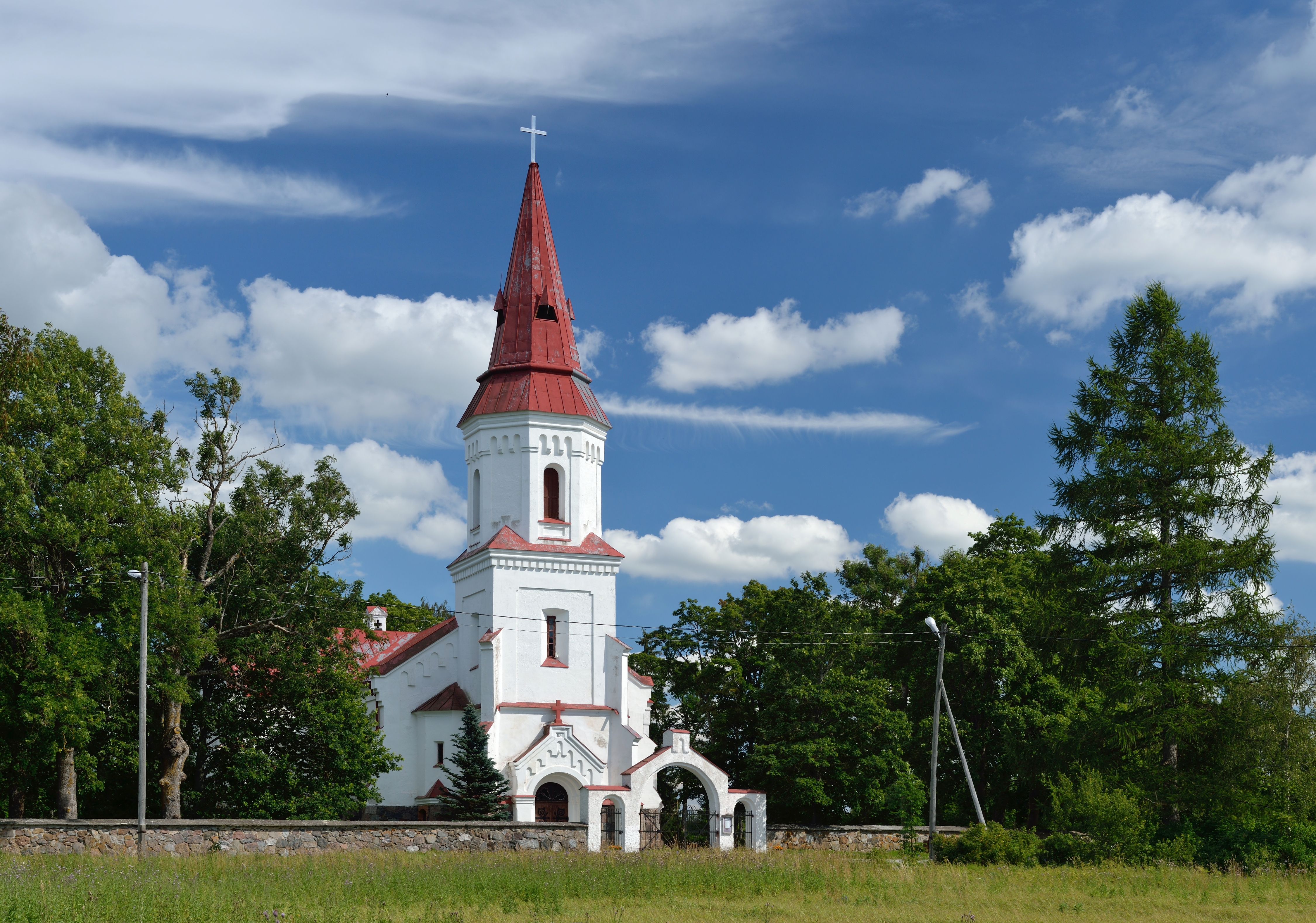
Hageri
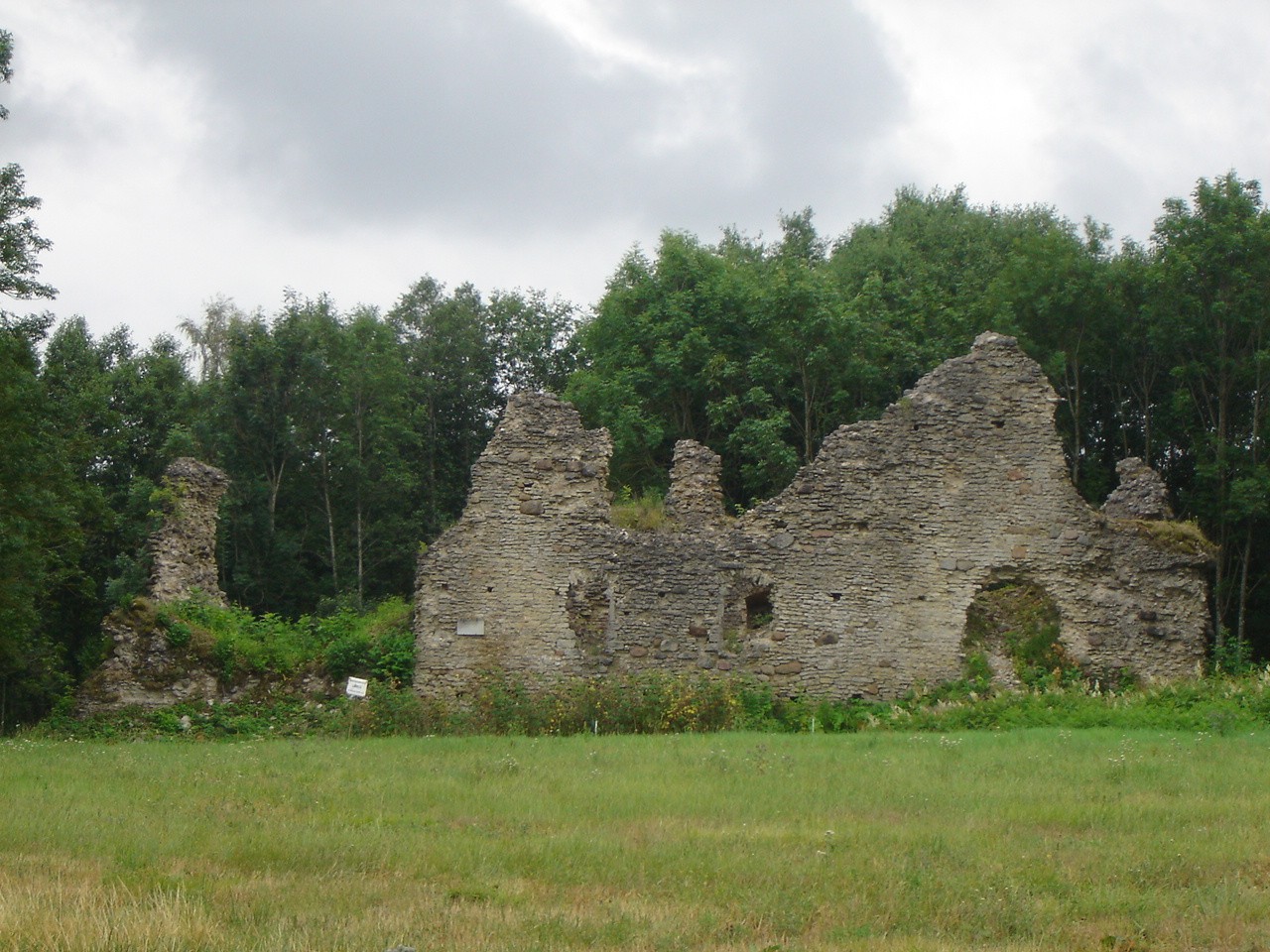
Angerja
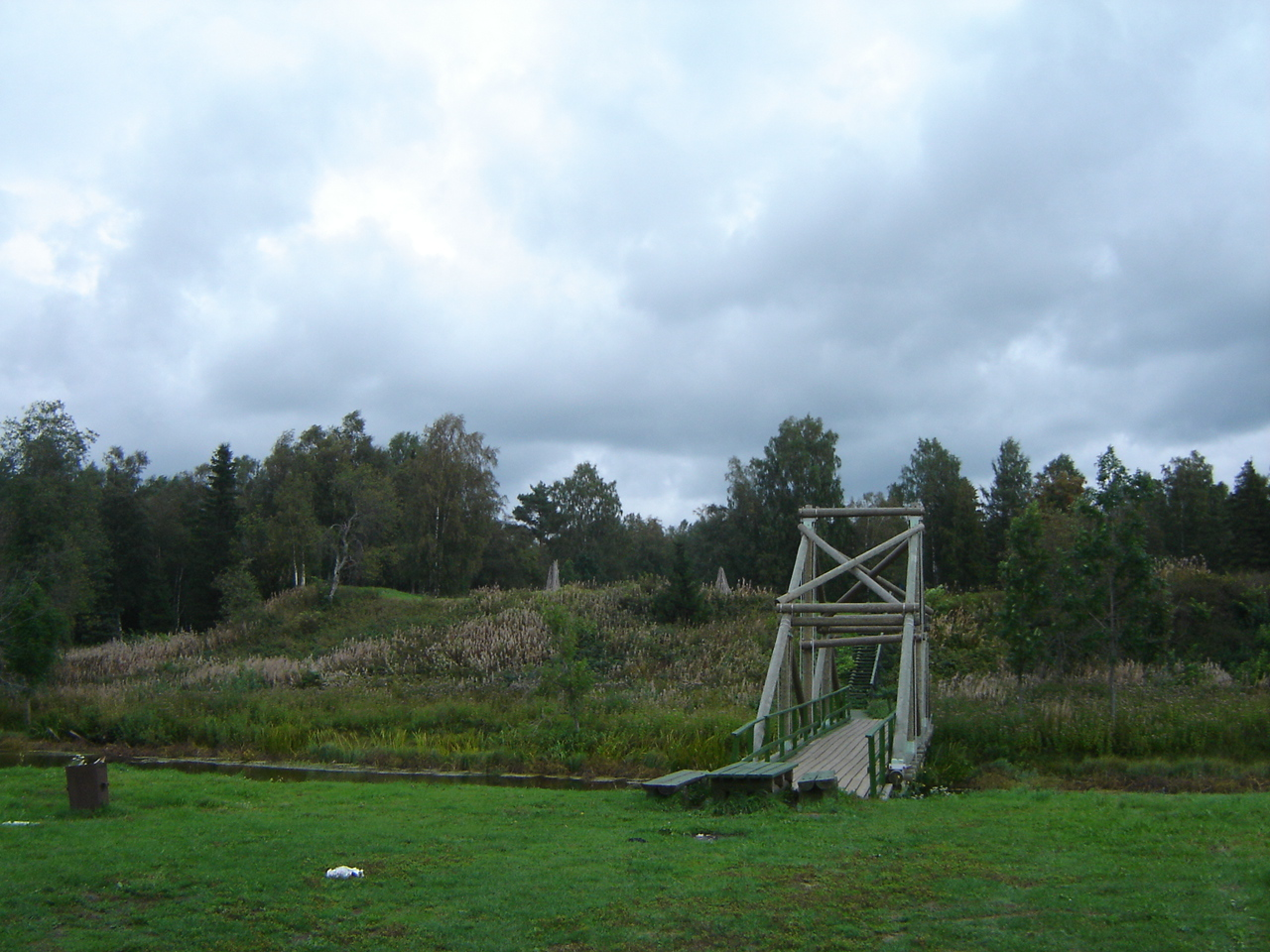
Lohu
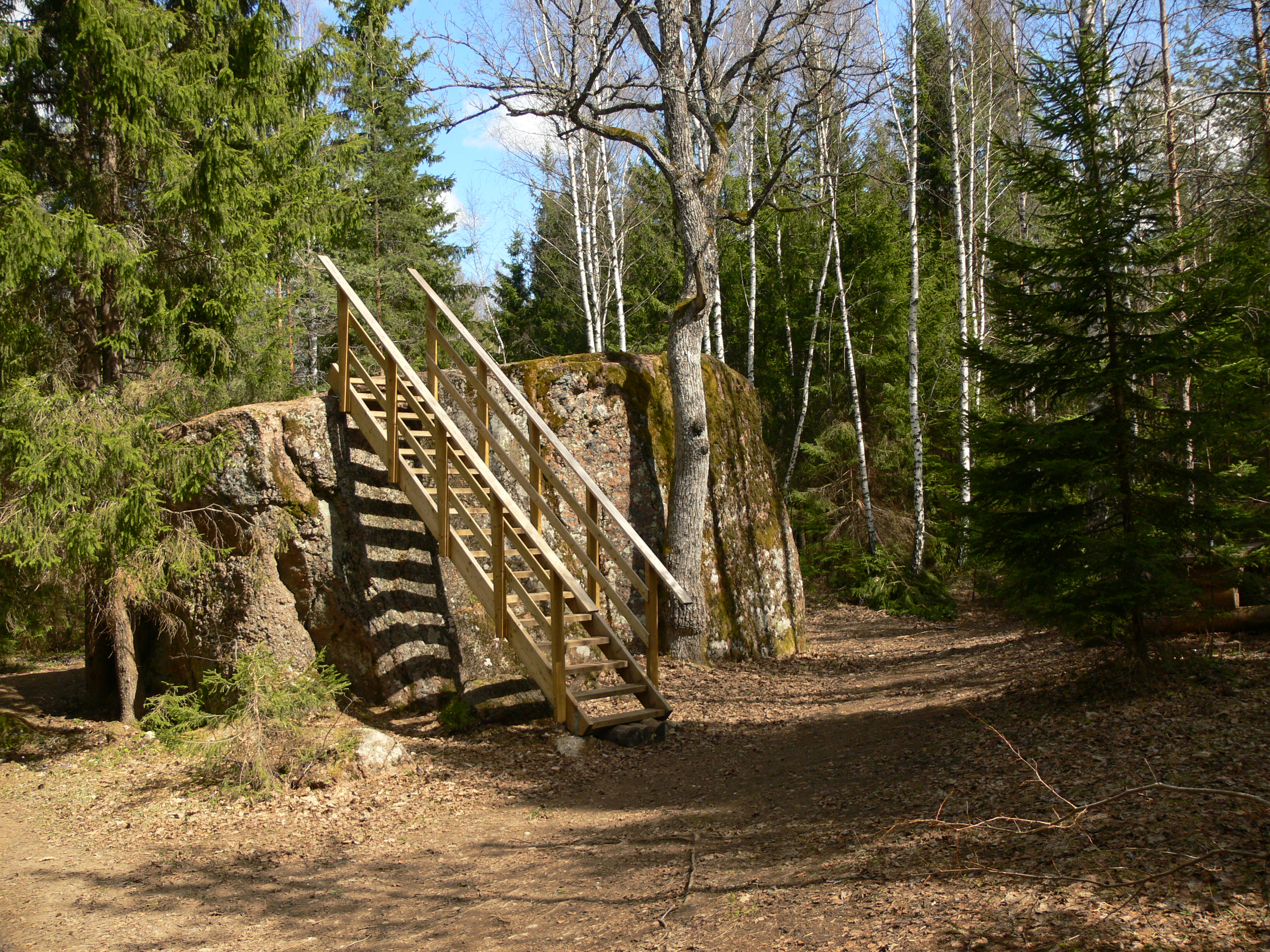
Pahkla